# Felix Klingemann
Felix Arthur Georg Adolph Klingemann (* 9. Januar 1863 in London; † 26. Januar 1944 in Marburg) war ein deutscher Chemiker, Sohn des Diplomaten Karl Klingemann und seiner Frau Sophie, geb. Rosen.

## Biografie
Felix Klingemann studierte 1882 bis 1883 Chemie in Marburg bei Theodor Zincke. Er setzte sein Studium an der Universität Bonn fort und wurde dort 1887 mit der Arbeit Zur Kenntnis der Aconitsäure bei August Wilhelm von Hofmann promoviert. 1890 wurde er in Bonn habilitiert und arbeitete von 1894 bis 1927 als Industriechemiker bei der Cassella AG.
In seiner Zeit in Frankfurt wurde er Alter Herr bei der neugegründeten Frankfurter Burschenschaft Arminia, nachdem er bereits während seines Studiums Mitglied bei der Burschenschaft Alemannia Bonn und 1882 bei der Burschenschaft Arminia Marburg geworden war. Die von ihm gemeinsam mit Francis Japp entdeckte Japp-Klingemann-Reaktion trägt seinen Namen.